# Achim Schlöffel

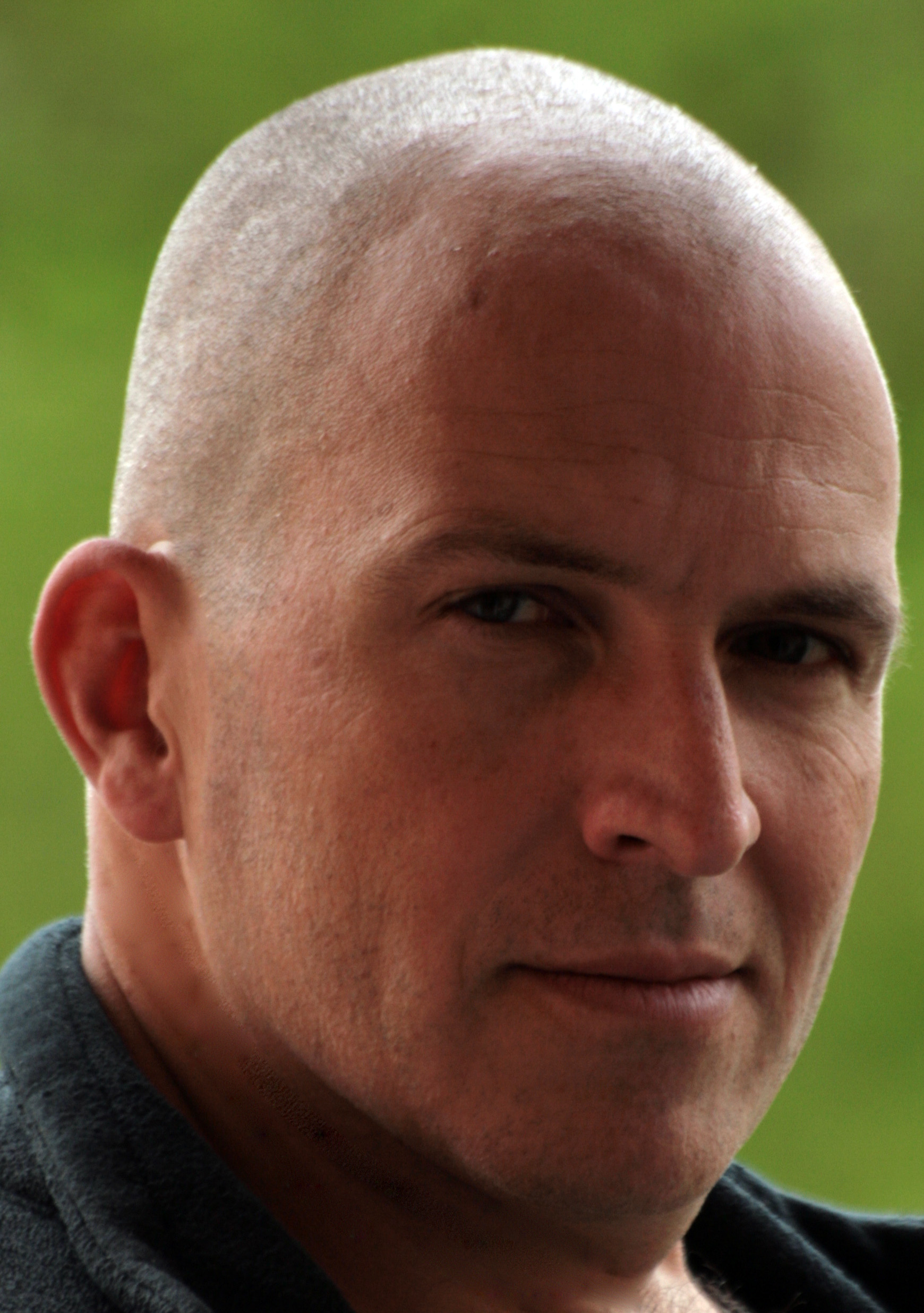
Achim Schlöffel (2013)

Achim Schlöffel (* 20. Oktober 1971 in München) ist ein deutscher Taucher. Er ist der erste Mensch, der den Ärmelkanal durchtauchte.
Schlöffel erlernte das Tauchen bereits im Alter von sieben Jahren als Autodidakt und absolvierte mehr als 1000 Tauchgänge, bevor er eine offizielle Ausbildung durchlief.
Nachdem er lange als Instruktor für Global Underwater Explorers tätig gewesen war, gründete er mit InnerSpace Explorers – ISE seinen eigenen international aufgestellten Tauchverband.
Am 29. Juni 2012 tauchte Schlöffel von Dymchurch in der Nähe von Dover in England nach Audresselles in Frankreich. Dabei wurde er durch die Strömung rund 10 km abgetrieben, sein GPS-Gerät ist wegen starkem Wellengang ausgefallen. Die Tauchzeit betrug ca. 8 Stunden plus 160 Minuten Dekompressionszeit. Zur Ausrüstungskonfiguration gehörten unter anderem ein speziell für das Projekt entwickelter, doppelt ausgelegter Tauchscooter sowie ein redundant ausgeführter, manueller Rebreather.
2021 erschien seine Autobiografie Der Tod taucht mit. 2022 übernahm er die Traditionsmarke Aquazepp.
Schlöffel ist seit April 2012 in dritter Ehe verheiratet, Vater von Zwillingen und lebt in München. Er betreibt neben seinem Tauchverband einen Bootsrestaurationsbetrieb und ist als Fotograf tätig.